# 板取川
板取川（いたどりがわ）は、木曽川水系の一級河川。岐阜県関市・美濃市を流れる。長良川・揖斐川を経て伊勢湾に至る木曽川の3次支川。

## 地理

### 最上流部について
岐阜県関市の北西部、岐阜県郡上市や福井県大野市との境付近から発する谷川の水を集めて板取川となる。関市板取地区の中央付近で東西の大きな流れが合流するが、一般に「板取川」と呼ばれる区間には諸説がある。

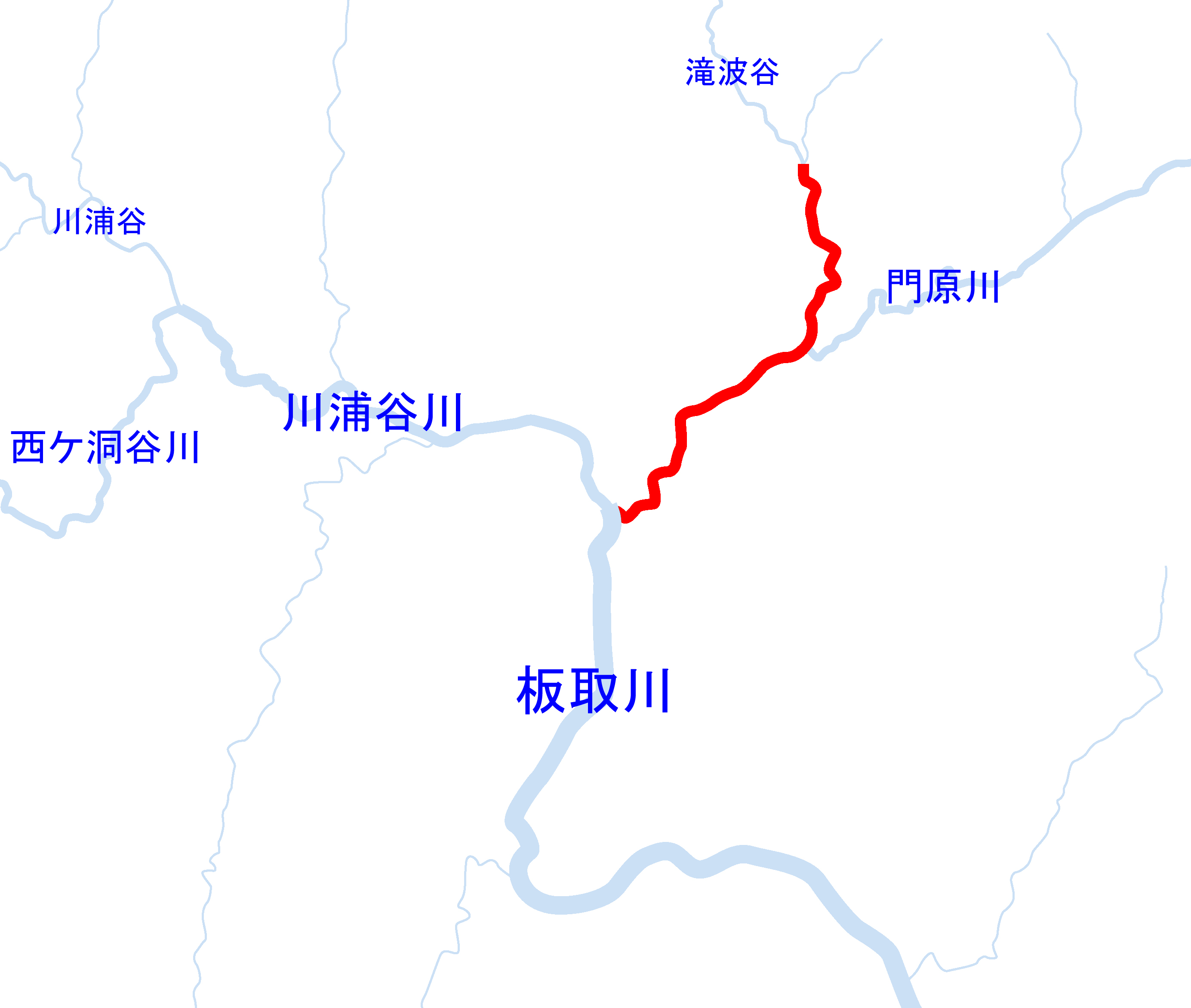
東西からの合流点付近（赤色が主に名称に異説がある区間）

関市では東の川筋を「板取川」、西の川筋を板取川支川の「川浦谷川」としており、国土交通省中部地方整備局や岐阜県も同様の扱いをしている。一方地元では東の川筋を「門原川」と呼び、川浦谷川との合流点以下を板取川と呼ぶ説が定着している。
源流について、関市が定義する板取川筋は福井県との県境付近の両白山地を源流とするが、板取村史・根尾村村史・洞戸村村史・角川地名大辞典等は板取川の源流として川浦谷川上流に位置する「左門岳」の名前を挙げている。
地図の表記で見ると、国土地理院の地図では関市などの定義と同様の区分となっており、「門原川」は東西合流点より上流側で板取川に合流する支川として記載され、板取川源流部には「滝波谷」の記載がみえる。ゼンリンの『ゼンリン住宅地図』では東の川筋に「滝波川」の記載があり、門原川合流点より上流側を滝波谷としている。なお、Google マップでは東西両方を「板取川」と記載している。
- 北緯35度44分40.5秒 東経136度46分23.5秒 / 北緯35.744583度 東経136.773194度
- 板取川 - 地理院地図
- 板取川 - Google マップ

| 媒体                          | 国・県・市 | 地元   | ゼンリン地図 |
| ----------------------------- | ---------- | ------ | ------------ |
| 滝波谷合流点 - 円原川合流点   | 板取川     | 滝波谷 | 滝波谷       |
| 円原川合流点 - 川浦谷川合流点 | 板取川     | 円原川 | 滝波川       |

歴史的な史料で見ると、岐阜県の地域史が詳細に記されている『濃陽徇行記・濃陽志略』によると「此山より流来れる渓水杉原前にて板取川に落合なり」との記載と、「谷々はアケシ谷、西ヶ洞、小ツケ、千川原、ハコ洞、大ダイラ、ヂゾウ洞、水洞、ウチハミ、小谷、海水谷とわかれ、此水落合て板取川と云うなり」という記載がある。

### 板取川の流れ

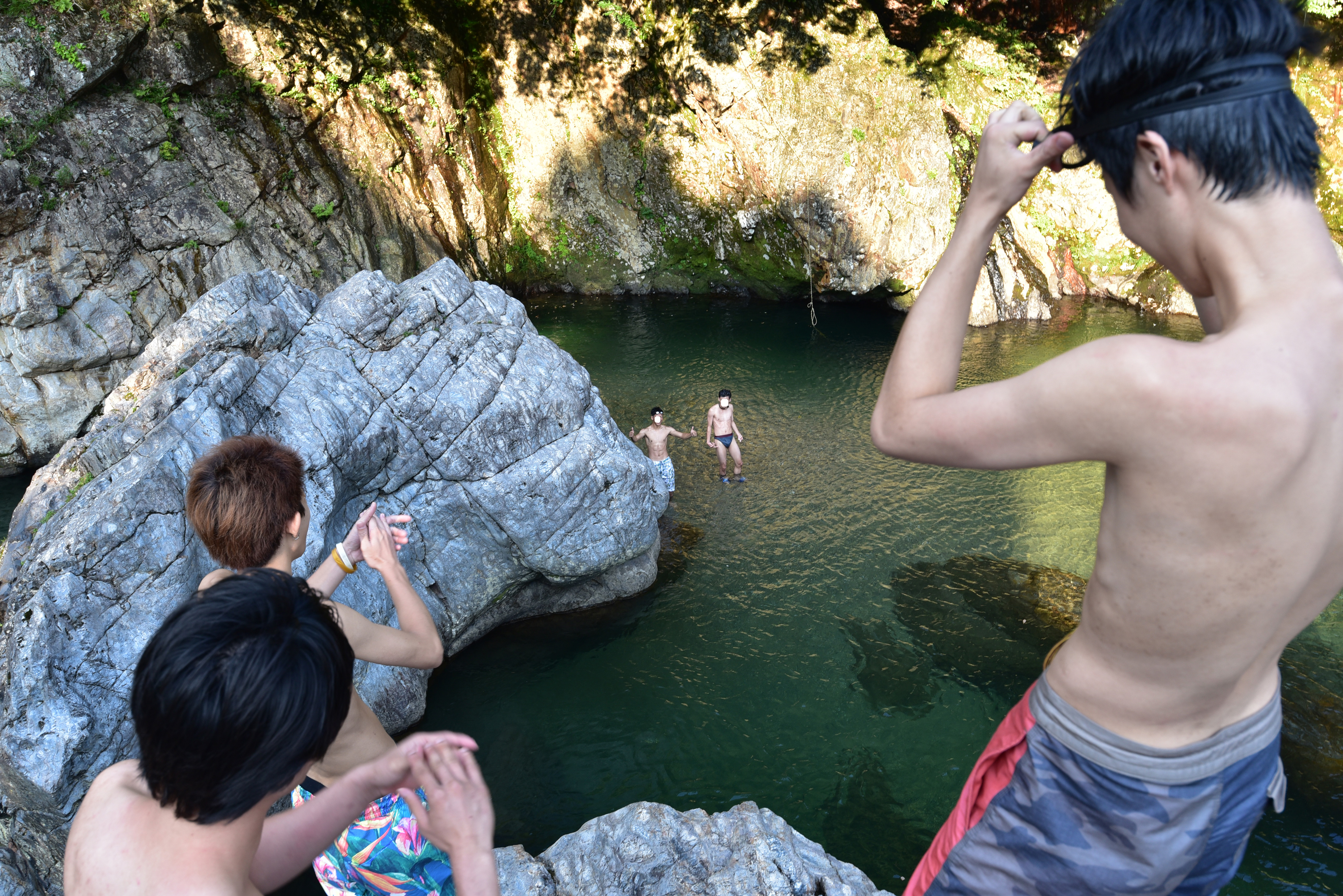
板取川　猿飛の奇岩
肖像権に抵触しないように顔は修正しています。

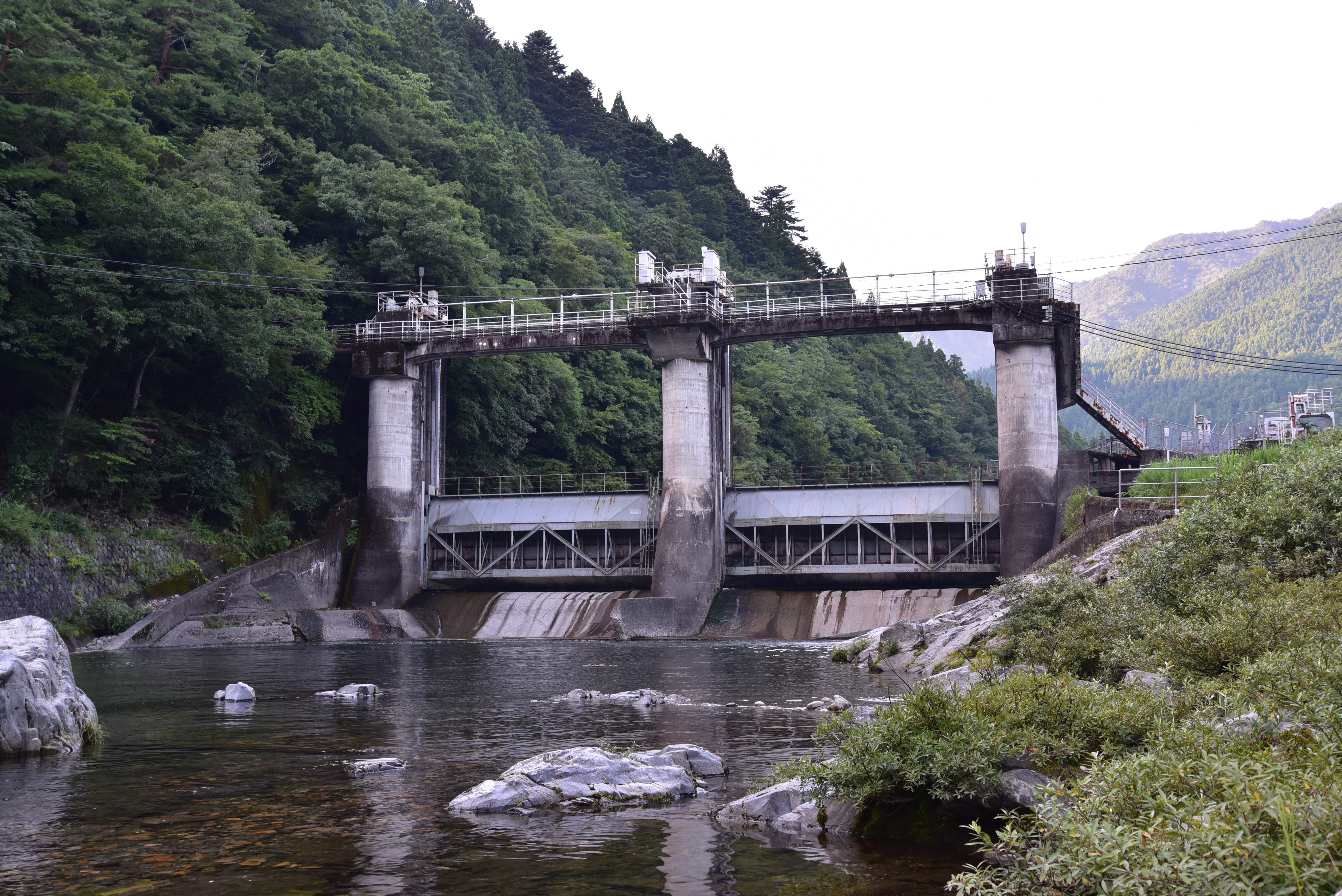
板取川の白谷ダムを下流から撮影

東西谷川の合流点以下は蛇行しながら関市板取地区を南へと流れ、関市洞戸通元寺付近で柿野川、美濃市御手洗付近で半道川、美濃市神洞付近で神洞川、美濃市片知付近で片知川と合流して、美濃市安毛付近で長良川に合流する。
上流部は清らかで豊かな水量を持つことから、キャンプ場が点在しており夏場を中心に観光客が多い。高賀川が合流する旧洞戸村付近から流れが緩やかになる。下流には美濃和紙で知られる美濃市牧谷地区があるが、この地区で和紙の生産が盛んであった要因の1つに板取川の清流が挙げられる。

## 主な橋
並行区間が多い国道256号は、栗原橋・縄文橋・板取大橋・小瀬見橋・ふれあい大橋が架かる。
- 新長瀬橋（岐阜県道81号美濃洞戸線）
- 蕨生大橋
- 和紙の里大橋
- 睦橋（岐阜県道290号上野関線）
- 上牧橋（岐阜県道59号北野乙狩線）
- 下洞戸橋
- 洞戸橋（岐阜県道81号美濃洞戸線）
- 午渡橋・秋ヶ瀬橋（岐阜県道52号白鳥板取線）
- 新宮橋

## 主なダム
- 川浦ダム
- 白谷ダム[15]

## 板取川ダム計画
板取川では、かつて建設省中部地方建設局（国土交通省中部地方整備局の前身）により板取川ダムの計画が進められていたが、板取村の強固な反対運動によりダム建設が白紙撤回となった。
板取川におけるダム計画は戦後1952年（昭和27年）に建設省中部地方建設局が、木曽川水系流域計画において計画立案した13ダム計画の中の一つとして計画された洞戸ダム計画が初見となる。洪水調節と水力発電を目的とした高さ60メートル、総貯水容量1億5500万立方メートルのダムであったがこの計画は一旦立ち消えとなった。
1964年（昭和39年）、建設省は板取川に板取川ダムを再び計画した。ダム建設の主たる目的は伊勢湾台風により、岐阜市内忠節橋付近で毎秒8,000トンの水が流れ堤防が壊れる恐れがあったため、建設省が長良川下流域を洪水の被害から守るために、大洪水時でも長良川の流量を7,500トンにおさえる洪水調節ダムが必要と判断した事による。その後中京圏における水需要の高まりを背景に上水道や中京工業地帯への工業用水道供給といった利水目的が加わった。1970年（昭和45年）時点では新丸山ダム（木曽川）・新笠置ダム（木曽川）・徳山ダム（揖斐川）・付知ダム（付知川）・白川ダム（白川）と共にダム地点の地質・水文などを調査する予備調査の段階であったが、高さ125メートル、総貯水容量1億8000万立方メートルの大規模重力式コンクリートダム計画であった。ダムの建設予定地は旧板取村の一里保木に計画されており、完成すると旧・板取村は板取川周囲の集落が白谷地区を除いてほとんどが水没し、移転戸数は314戸が見込まれた。
しかし、板取村村民の強固な反対によって1982年（昭和57年）に計画は白紙撤回されている。白紙撤回は当時の知事上松陽助がダムの建設予定地の一里保木にある杉の子キャンプ場広場にて村民との青空公聴会の形式で行われた。長良川河口堰への反対運動も強かったことが強固な反対運動を支える原動力となっていたようである。この様な経緯で中止になったダム事業は1972年（昭和47年）に白紙撤回された「沼田ダム」（利根川）や1996年（平成8年）に計画が事実上中止となった「細川内ダム」（那賀川）等がある。

## その他
美濃市蕨生地区では毎年5月（6月）頃に地域の子供たちにより「地蔵流し」という行事が行われる。これは地蔵の絵のかかれた和紙を流し水難防止を願うもの。

## 引用文献・引用サイト等
- “流況表/下洞戸（しもほらど）”. 水文水質データベース.  国土交通省水管理・国土保全局. 2016年10月4日閲覧。
- “河川コード台帳（河川コード表編）” (PDF).   中部地方整備局 (2012年3月). 2016年10月3日閲覧。
- “河川コード台帳（河川模式図編）” (PDF).   中部地方整備局. p. 105 (2012年3月). 2016年10月3日閲覧。
- “中部電力の水力発電所一覧”.  中部電力 (1925年6月). 2016年8月9日閲覧。
- 島田靖　堀居啓介『岐阜県の山　新・分県登山ガイド２０』（初）山と渓谷社、2005年11月15日。ISBN 4-635-02320-6。
- 板取村教育委員会『郷土板取のあゆみ』（初）板取村教育委員会、1983年4月10日。
- 板取村役場『広報いたどり 昭和57年7月号』 No.107、板取役場、1987年7月15日。
- 竹内理三（編）『角川日本地名大辞典』（初）角川書店〈21 岐阜県〉、1980年9月20日。
- 樋口好古、平塚正雄（編）『濃州徇行記　濃陽志略』（復刻再版）大衆書房、1988年3月20日。
- 平凡社地方資料センター（編）『日本歴史地名体系　第二一巻』（初）平凡社〈岐阜県の地名〉、1989年7月14日。
- ゼンリン『ゼンリン住宅地図』ゼンリン〈関市3（洞戸・板取・武芸川）〉、2015年10月。ISBN 978-4-432-39397-8。
- 渡邉賢雄『板取村史』（初）板取村教育委員会、1982年5月。
- 吉岡勲（村史監修指導者）、江崎阡二（村史編集委員会委員長）、畑中正一（村史専門委員会委員長）『根尾村史』（初）根尾村、1980年8月31日。
- 洞戸村村史編集委員会（編集）『洞戸村史』 上巻（初）、洞戸村、1988年3月。
- 建設省河川局開発課『河川総合開発調査実績概要』第1巻、1955年3月